# Rhaphidophora hookeri
Rhaphidophora hookeri Schott – gatunek wieloletnich, wiecznie zielonych pnączy z rodziny obrazkowatych, pochodzących z obszaru od środkowych Himalajów do Indochin, zasiedlających lasy deszczowe. Komórki tych roślin posiadają 60 chromosomów tworzących 30 par homologicznych.